# Igor Lukšić
Pour les articles homonymes, voir Luksic.
Igor Lukšić (Игор Лукшић, en serbe), né le 14 juin 1976 à Bar, est un homme d'État monténégrin, membre du Parti démocratique socialiste (DPS).
Élu député monténégrin en 2001, il est vice-ministre des Affaires étrangères de la Serbie-et-Monténégro de 2003 à 2004. Cette année-là, il est nommé ministre des Finances du Monténégro, devenant, à 27 ans, le plus jeune ministre dans l'histoire nationale.
Il s'attache à assurer un environnement économique favorable aux entreprises et se voit promu, en 2006, au rang de vice-Premier ministre. Quatre ans plus tard, le 21 décembre 2010, il est investi Premier ministre en remplacement de Milo Đukanović, figure tutélaire de la vie politique monténégrine depuis la fin du communisme, auquel il cède de nouveau le poste le 3 décembre 2012.

## Études et vie professionnelle

### Formation
Il achève ses études secondaires dans sa ville natale de Bar, puis étudie les sciences économiques à la faculté d'économie de l'université du Monténégro, à Podgorica, sortant diplômé en juin 1998. Il obtient une maîtrise quatre ans plus tard, puis un doctorat en septembre 2005.
Il parle couramment anglais, et a de bonnes bases en français et italien.

### Une carrière de conseiller
Il commence à travailler dès juin 1998, comme assistant pour la mise en œuvre du programme d'assistance européen Obnova au ministère des Affaires étrangères, puis est embauché en tant que conseiller en février 2000 par le Parti démocratique socialiste du Monténégro (DPS). Il démissionne en janvier 2001, lorsqu'il devient secrétaire du ministère des Affaires étrangères, un poste qu'il occupe seulement quatre mois.
Conseiller du Premier ministre Milo Đukanović entre janvier et avril 2003, il a également été lecteur à la faculté de sciences économiques, finances et commerce international de l'université du Monténégro.

## Vie politique

### Les premiers mandats
En 2001, il est élu député au Parlement du Monténégro, où il siège encore, et a également été membre du Parlement de Serbie-et-Monténégro entre 2003 et 2006, ainsi que vice-ministre des Affaires étrangères de Serbie-et-Monténégro de mars 2003 à février 2004.

### Un ministre des Finances de 27 ans
Le 16 février 2004, il devient ministre des Finances du Monténégro. À 27 ans, il est le plus jeune ministre de l'histoire du pays, et il s'attache à réformer la fiscalité et à libéraliser le monde des affaires. Il est reconduit le 5 juin 2006, lorsque le pays accède à l'indépendance. Tout en conservant son poste, il est promu vice-Premier ministre, chargé de la Coopération économique internationale, des Réformes structurelles et de la Mise en place d'un environnement commercial par Željko Šturanović. Il est maintenu dans l'ensemble de ses fonctions lorsque Milo Đukanović reprend la tête du gouvernement, le 29 février 2008.

### Premier ministre

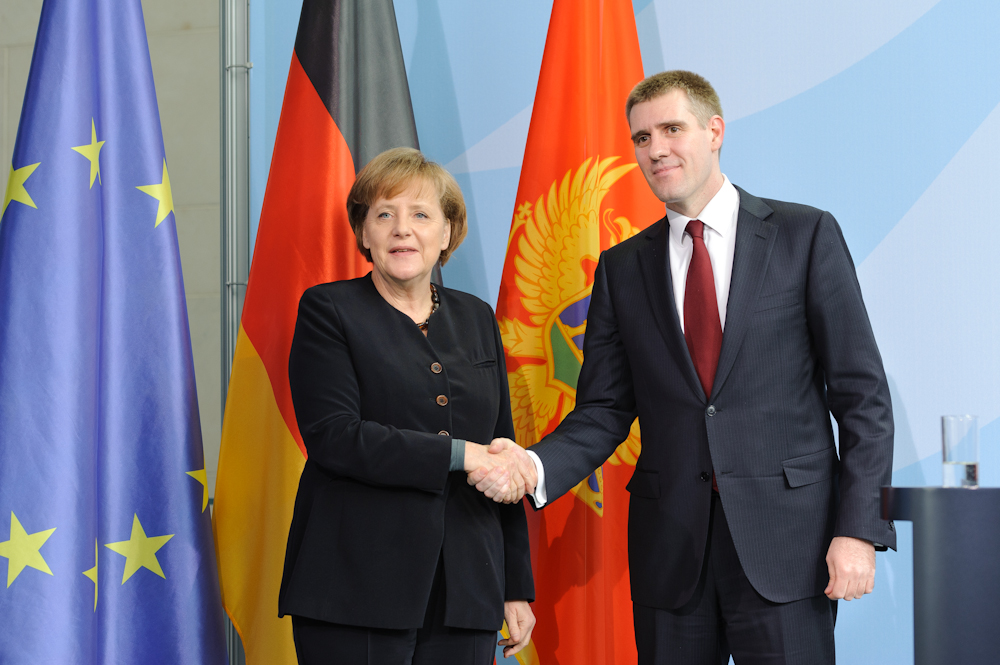
Igor Lukšić et la chancelière allemande, Angela Merkel, en 2011.

Igor Lukšić est nommé Premier ministre le 24 décembre 2010 par le président Filip Vujanović, trois jours après à la démission de Milo Đukanović, qui reste président du DPS. Cette décision intervient quatre jours après que le pays ait accédé au statut de candidat à l'adhésion à l'Union européenne (UE). Il obtient, avec son gouvernement, la confiance du Parlement par 46 voix contre 25, le 29 décembre. À 34 ans, il est alors le plus jeune chef de gouvernement du monde.

## Vie privée
Il est marié avec Natasha Lukšić et père de deux filles, Sofi et Daria, et d'un fils, Aleksej.